# Carmenta flaschkai
Carmenta flaschkai là một loài bướm đêm thuộc họ Sesiidae. Nó được Eichlin miêu tả năm 1993. Nó được tìm thấy ở Bắc Mỹ, bao gồm Texas.